# Benjamin Apthorp Gould
Pour les articles homonymes, voir Gould.
Benjamin Apthorp Gould (27 septembre 1824-26 novembre 1896) est un astronome américain.

## Biographie
Il naît à Boston dans le Massachusetts. Il obtient ses diplômes au Harvard College à l'université Harvard en 1844, il étudie les mathématiques et l'astronomie avec Gauss à Göttingen en Allemagne, période durant laquelle il publie une vingtaine d'articles sur l'observation et le déplacement des comètes et des astéroïdes. Il retourne aux États-Unis en 1848. De 1852 à 1867 il dirige le bureau des longitudes de l'U.S. National Geodetic Survey ; il développe et organise son service et est l'un des premiers à utiliser le télégraphe comme aide à la détermination des longitudes. 
Après être retourné à Cambridge, il démarre la publication de Astronomical Journal en 1849, qu'il édite jusqu'en 1861, date ou le journal cesse de paraître, il redémarre sa publication en 1885. De 1855 à 1859 il dirige l'observatoire Dudley à Albany dans l'État de New York et publie une discussion sur la position et le mouvement propre des étoiles circumpolaires à utiliser pour l'United States Coast Survey. En 1861 il entreprend l'énorme tâche de préparer la publication des données astronomiques faites par le United States Naval Observatory depuis 1850. Engagé en 1862 comme actuaire de l'United States Sanitary Commission, il publie un important volume Military and Anthropological Statistics. Il adapte un observatoire privé en 1864 à Cambridge et en 1868, pour le compte du gouvernement argentin il organise l'observatoire national argentin (aujourd'hui l'Observatoire de Córdoba). Tandis qu'il occupe ce poste, il effectue une campagne d'observation intensive des cieux de l'hémisphère sud en utilisant les nouvelles techniques photométriques alors en plein développement. La nécessité d'avoir de bonnes prévisions météorologiques le conduit à collaborer avec ses collègues argentins pour créer le service météorologique national d'Argentine, le premier de ce genre en Amérique du Sud. Aidé de quatre assistants, de 1870 à 1874, les résultats de la campagne d'observation sont publiés sous le nom de Uranometria Argentina (1879), ouvrage qui lui vaut en 1883 la médaille d'or de la Royal Astronomical Society.
Après ce travail, Gould publie un catalogue de 73 160 étoiles en 1884, et un catalogue  général en 1885 compilé à partir de l'observation de 32 448 étoiles. Les mesures de Gould des  photographies de Lewis Morris Rutherfurd des Pléiades en 1866 le désignent comme un des pionniers de  l'utilisation de la photographie en astronomie ; il entrepose à Cordoba 1 400 négatifs d'amas stellaire,  l'analyse des clichés occupe ses dernières années. Il reste en Argentine  jusqu'en 1885, date à laquelle il retourne à Cambridge où il meurt en 1896.

## Distinctions
- médaille d'or de la Royal Astronomical Society en 1883
- médaille James-Craig-Watson en 1887
- Un cratère sur la Lune porte son nom